# ماركو تييد
ماركو تييد (بالألمانية: Marco Thiede) (20 مايو 1992 بآوغسبورغ في ألمانيا - ) هو لاعب كرة قدم ألماني في مركز الوسط. لعب مع نادي آوغسبورغ ونادي ساندهاوزن وFC Augsburg II ‏.

## روابط خارجية
- ماركو تييد على موقع قاعدة بيانات كرة القدم.إي يو (الإنجليزية)
- ماركو تييد على موقع بيانات كرة القدم. دي إي (الألمانية)
- ماركو تييد على موقع Soccerway.com (الإنجليزية)
- ماركو تييد على موقع عالم كرة القدم.نت (الإنجليزية)
- ماركو تييد على موقع AS.com (الإسبانية)